# Boliney, Abra
Boliney là một đô thị hạng 5 ở tỉnh Abra, Philippines. Theo điều tra dân số năm 2007, đô thị này có dân số 3.349 người trong 639 hộ.

## Các khu phố (barangay)
Boliney được chia thành 8 khu phố (barangay).
| Barangay            | Pop. (2007) |
| ------------------- | ----------- |
| Amti                | 328         |
| Bao-yan             | 440         |
| Danac East          | 459         |
| Danac West          | 474         |
| Dao-angan           | 328         |
| Dumagas             | 308         |
| Kilong-Olao         | 183         |
| Poblacion (Boliney) | 829         |